# 東海3県
| 東海3県のデータ               |                                 |
| （愛知・岐阜・三重）3県の合計 |                                 |
| 面積                          | 21,563.48 km2 （2010年10月1日） |
| 国勢調査人口                  | 11,344,388人 （2010年10月1日）  |
| 推計人口                      | 11,050,385人 （直近の統計）     |
| 位置                          |                                 |
|                               |                                 |

東海3県（とうかい3けん）は、東海地方にある3県を表す名称である。一般的に東海地方の中で静岡県を除いた愛知県・岐阜県・三重県の3県を指すが、異なる定義でこの用語を使用する文献も存在する（後述）。

## 定義
愛知・岐阜・三重の3県は愛知県名古屋市を中心として経済的・文化的・人的交流などで強い結びつきがあり、三大都市圏の一つである中京圏（名古屋大都市圏）を県域単位で表わした概念とされる。なかでもテレビ放送においては名古屋に本社を置く各テレビ局（在名テレビ局）がこの3県を一括した放映地域（中京広域圏）としているため、地域内の報道においてこの用語が多用され定着している。また、名古屋に本社を置くブロック紙である中日新聞もこの3県を主な発行地域とし、この意味で東海3県の用語を使用している。行政においても、この3県を東海3県としてまとめて扱う例が存在する。3県の頭字語として「愛三岐（あいさんぎ）」があり、また「中部3県」や「中京圏」などという呼び方をする場合もある。
一方異論も存在し、本州中央部太平洋側の地方である「静岡、愛知、三重の東海三県」とする文献や、「中部日本南部の太平洋沿岸地方の称」で、一般的に静岡・愛知・三重と岐阜の一部を指すとする、かつての東海道に含まれない岐阜県全体を東海地方に入れないという解釈の文献もある。溝口常俊は『世界大百科事典』の「東海地方」の項目において、東海地方の狭義の意味を東海3県であるとする。そしてその3県は「愛知県・岐阜県・静岡県」を指し、「愛知県・岐阜県・三重県の3県を指す場合もある」とする少数説もある。1987年出版の「日本大百科全書」東海地方の欄には、「従来の自然地理区では静岡、愛知、岐阜の三県を指すが、最近では中京圏の形成によって三重県を含める場合が多く、愛知、岐阜、三重を東海三県というケースが多くなっている」と記されている。
静岡県は東海地方に含まれるが、東海3県の場合は除外される。東海3県に静岡県を加えて東海4県、それに福井県、石川県、富山県の北陸3県を加えて東海・北陸地方、さらに長野県、山梨県の2県を加えて東海・甲信地方と呼ぶこともある。これに新潟県を加えて中部地方と呼ぶ場合もあるが、一般に中部地方には三重県は含まれない。
なお、岐阜県は歴史的に見た場合、全域（美濃国・飛騨国）が五畿七道の東海道ではなく東山道に属していた。

## 地理

### 3県の地理
以下、愛知県・岐阜県・三重県の3県について取り上げる。
岐阜県の北端から三重県の南端までの直線距離は320㎞を越え、九州の南北の長さに匹敵し、海抜0メートル地帯から3000メートル級の山々までの高低差があり、日本海側と太平洋側の両方の水系に属する。ゆえに3県と言っても地域ごとに気候の差が大きい。
中央部の伊勢湾・三河湾沿いには木曽三川をはじめ数多くの一級河川が流れ、濃尾平野を中心に、伊勢平野・岡崎平野・豊橋平野と広大な平野を形成し、特に濃尾平野の木曽三川河口付近には海抜ゼロメートル地帯が広がり、輪中集落が点在している。
濃尾平野周辺の夏は高温・多湿で日本有数の酷暑地帯である一方、冬には日本海側から湿った空気が西側の伊吹山地や鈴鹿山脈を越えて大雪をもたらすことがある。
愛知県東三河南部の渥美半島では洪積台地が広がり、年間を通じて日照時間が長く、気候も温暖で農地に適しており、愛知県田原市は日本一の農業産出額を誇る。
岐阜県東濃地域は木曽川や土岐川が形成した盆地が多く内陸性気候と太平洋側の気候を併せ持ち、夏は蒸し暑く、冬は寒いが、降雪は少ない。岐阜県多治見市では夏の気温が40℃を越えることがある。
岐阜県の北部は内陸性気候～日本海側気候に属し、両白山地や3000メートル級の山々の連なる飛騨山脈などに囲まれ、全国有数の高山地帯で豪雪地帯に指定されており、高山市六厩では冬に気温-20℃まで下がることがあり、白川村では年平均降雪量が1000センチメートルを超える。
三重県の南部はリアス海岸で紀伊山地の急な斜面の山地が海岸まで迫り、熊野灘の複雑な海岸線が見られ、愛知県東三河南部と共に南海型の気候区に属し、夏から秋にかけて非常に降水量が多くなり三重県尾鷲市では年間平均降水量が4000㎜を越え、日本有数の多雨地帯となっている。
一方、三重県西部の伊賀盆地は年間降水量が少なく、瀬戸内海の気候の影響も見られる。

### 3県の主な地形
主な平野
- 濃尾平野、伊勢平野、岡崎平野、豊橋平野

主な盆地
- 高山盆地、上野盆地

主な海
- 伊勢湾、三河湾、遠州灘、熊野灘

主な半島
- 知多半島、渥美半島、紀伊半島、志摩半島

主な島
- 篠島、日間賀島、佐久島、答志島、菅島、坂手島、神島、渡鹿野島

主な河川
- 揖斐川、長良川、木曽川、飛騨川（以上、木曽川水系）、庄川、宮川(岐阜県)、庄内川、矢作川、豊川、鈴鹿川、雲出川、櫛田川、宮川 (三重県)、熊野川

主な山地
- 両白山地、飛騨山脈、木曽山脈、飛騨高地、伊吹山地、鈴鹿山脈、養老山地、美濃三河高原、布引山地、高見山地、紀伊山地

## 方言
愛知県・岐阜県が東京式アクセントの東海東山方言、三重県が京阪式アクセントの近畿方言とされ二分されている。
また、岐阜県不破郡や杭瀬川以西の揖斐郡、大垣市、また三重県熊野市、尾鷲市では京阪式と東京式の中間アクセントの垂井式アクセントが使用されている。

## 文化

### 食文化
- すき焼きを大晦日に食べる風習が根付く[10]。
- 東海3県出身者のおよそ8割が、「たこ焼きにキャベツを入れて焼く」と回答している[11]。

## 交通
ここでは、愛知・岐阜・三重の3県の交通を採り上げる。

### 近世～現代
江戸時代のこの地方は五街道として東西方向に岐阜県（美濃）には中山道、愛知県（三河・尾張）・三重県（伊勢）には東海道が整備された。
脇往還として東海道と中山道を結ぶ美濃路や下街道（善光寺道）、高山へ向かう飛騨街道、神宮へ向かう伊勢参宮街道、神宮と熊野を結ぶ熊野街道などがあり現代の交通網もこれらを踏襲している。
中山道は明治以降名古屋の影響力の強まりとともに、下街道や美濃路のルートが多く利用されるようになり、東西交通網としては後者がメインとなっていく。
鉄道路線の東海道本線は工事の容易さから名古屋（熱田）以西は四日市・鈴鹿峠方面への旧東海道ルートと異なり岐阜・関ヶ原方面に迂回しており、以後の東海道新幹線や名神高速道路も関ヶ原ルートを取っている。
しかしながら、新名神高速道路では三重県を通る旧来の東海道ルートに戻っている。

### 現在
3県の交通網は名古屋市を中心に放射状に広がっており、鉄道では主に愛知県・岐阜県の地域では東海旅客鉄道と名古屋鉄道が、主に三重県では東海旅客鉄道と近畿日本鉄道が名古屋駅を拠点に直通の快速・特急列車を運行している。
名古屋からの直通列車の無い岐阜県関市・美濃市地区や三重県伊賀市上野地区等でも、名古屋行きの高速バスが運転されている。
東海道新幹線が愛知県から岐阜県西濃にかけて通り、豊橋駅・三河安城駅・名古屋駅・岐阜羽島駅の4駅が存在する。
また、リニア中央新幹線が岐阜県東濃から三重県にかけてのルートで計画されており、名古屋駅で東海道新幹線と直交し、岐阜県中津川市、三重県亀山市付近に途中駅が設置される予定である。
高速道路は名古屋高速道路の都心環状線・名古屋第二環状自動車道・東海環状自動車道の3本の環状道路と、東名高速道路（静岡方面）・中央自動車道（長野方面）・東海北陸自動車道（富山方面）・名神高速道路（岐阜方面）・東名阪自動車道（三重方面）・知多半島道路（南知多・セントレア方面）の6方向に延びる放射道路とそれらに接続する名古屋高速の路線を中心に整備されている。また、新東名高速道路や新名神高速道路の整備が進み、その間には伊勢湾岸自動車道がある。

### 主な鉄道
東海旅客鉄道（JR東海）
- 東海道新幹線
- 東海道本線
- 中央本線
- 関西本線
- 紀勢本線
- 高山本線
- 武豊線
- 太多線
- 飯田線
- 名松線
- 参宮線

西日本旅客鉄道（JR西日本）
- 草津線
- 関西本線

名古屋鉄道（名鉄）
- 名古屋本線
- 常滑線
- 空港線
- 河和線
- 知多新線
- 三河線
- 豊田線
- 西尾線
- 蒲郡線
- 豊川線
- 津島線
- 尾西線
- 竹鼻線
- 羽島線
- 犬山線
- 各務原線
- 広見線
- 小牧線
- 瀬戸線

近畿日本鉄道（近鉄）
- 名古屋線
- 大阪線
- 山田線
- 鳥羽線
- 志摩線
- 湯の山線
- 鈴鹿線

名古屋市営地下鉄
- 東山線
- 名城線
- 名港線
- 鶴舞線
- 桜通線
- 上飯田線

その他の鉄道会社
- 樽見鉄道
- 長良川鉄道
- 明知鉄道
- JR東海交通事業（城北線）
- 愛知環状鉄道
- 名古屋臨海高速鉄道（あおなみ線）
- 愛知高速交通（リニモ）
- 豊橋鉄道
- 伊勢鉄道
- 三岐鉄道
- 養老鉄道
- 伊賀鉄道
- 四日市あすなろう鉄道

### 主な道路
高速道路
- 東海3県環状ルート:E1A伊勢湾岸自動車道、C2名古屋第二環状自動車道、C3東海環状自動車道
- 東海道ルート：E1東名高速道路、E1A新東名高速道路、E1A新名神高速道路、E23東名阪自動車道、E25名阪国道
- 中山道ルート：E19中央自動車道、E1名神高速道路
- 伊勢志摩南紀ルート：E23伊勢自動車道、E42紀勢自動車道
- 北陸への連絡線：E41東海北陸自動車道
- E67中部縦貫自動車道：福井県〜岐阜県飛騨地方〜長野県
- E87知多半島道路・知多横断道路・中部国際空港連絡道路：中部国際空港へのアクセス道路。通称セントレアライン。
- 名古屋高速道路

国道
- 国道1号
- 国道19号
- 国道21号
- 国道22号
- 国道23号
- 国道25号
- 国道41号
- 国道42号

- 国道151号
- 国道153号
- 国道154号
- 国道155号
- 国道156号
- 国道157号
- 国道158号
- 国道163号
- 国道164号
- 国道165号
- 国道166号
- 国道167号
- 国道169号

- 国道247号
- 国道248号
- 国道256号
- 国道257号
- 国道258号
- 国道259号
- 国道260号

- 国道301号
- 国道302号
- 国道303号
- 国道306号
- 国道309号
- 国道311号
- 国道360号
- 国道361号
- 国道362号
- 国道363号
- 国道365号
- 国道366号
- 国道368号

- 国道417号
- 国道418号
- 国道419号
- 国道420号
- 国道421号
- 国道422号
- 国道425号
- 国道471号
- 国道472号
- 国道473号
- 国道474号
- 国道475号

### 主な港湾
- 名古屋港：国際拠点港湾
- 三河港（豊橋、蒲郡、田原）：重要港湾
- 衣浦港（半田、碧南）：重要港湾
- 伊良湖港：篠島への観光船、鳥羽方面への伊勢湾フェリー
- 一色港：佐久島へのアクセス港
- 河和港：日間賀島、篠島へのアクセス港
- 四日市港：国際拠点港湾
- 津松阪港：重要港湾。津なぎさまちからセントレア行き「津ベルライン」が1日15往復程度
- 鳥羽港：坂手島、答志島、菅島、神島への高速船、伊良湖方面への伊勢湾フェリーが1日8往復程度
- 尾鷲港：重要港湾、かつて須賀利方面への定期船があった。

### 空港
- 名古屋飛行場 （小牧空港）
- 中部国際空港（セントレア）

## 人口
愛知・岐阜・三重の人口

### 年齢構成
年齢5歳階級別人口

平成17年国勢調査

総計 [単位 千人]
| 年齢     | 人口 |
| -------- | ---- |
| 0 - 4歳  | 534  |
| 5 - 9    | 561  |
| 10 - 14  | 547  |
| 15 - 19  | 587  |
| 20 - 24  | 651  |
| 25 - 29  | 753  |
| 30 - 34  | 908  |
| 35 - 39  | 798  |
| 40 - 44  | 726  |
| 45 - 49  | 657  |
| 50 - 54  | 729  |
| 55 - 59  | 890  |
| 60 - 64  | 756  |
| 65 - 69  | 639  |
| 70 - 74  | 545  |
| 75 - 79  | 421  |
| 80 - 84  | 263  |
| 85 - 89  | 143  |
| 90歳以上 | 80   |

年齢5歳階級別人口

平成17年国勢調査

男女別 [単位 千人]
| 男  | 年齢     | 女  |
| --- | -------- | --- |
| 274 | 0 - 4歳  | 260 |
| 287 | 5 - 9    | 274 |
| 303 | 10 - 14  | 284 |
| 303 | 15 - 19  | 284 |
| 335 | 20 - 24  | 317 |
| 389 | 25 - 29  | 365 |
| 467 | 30 - 34  | 441 |
| 410 | 35 - 39  | 388 |
| 371 | 40 - 44  | 356 |
| 332 | 45 - 49  | 325 |
| 363 | 50 - 54  | 366 |
| 444 | 55 - 59  | 446 |
| 375 | 60 - 64  | 381 |
| 312 | 65 - 69  | 326 |
| 256 | 70 - 74  | 290 |
| 187 | 75 - 79  | 235 |
| 95  | 80 - 84  | 168 |
| 43  | 85 - 89  | 100 |
| 19  | 90歳以上 | 61  |

※ データ出典：平成17年国勢調査　第1次基本集計結果（23愛知県）統計表/第5表・岐阜県・三重県 - （総務省統計局）

## 東海三県二市連絡協議会
東海三県二市（愛知県、岐阜県、三重県、名古屋市、浜松市）の連絡協調を緊密にするとともに、共通する課題等について取り組むなど、この地域の総合的な発展を図ることを目的として発足した。
東海三県二市知事市長会議も、毎年開催されている。